# 6P62
Il 6P62 è un pesante fucile automatico russo, incamerato per il 12,7 × 108 mm.

## Impiego
È usato come fucile anti-materiale, ma può essere anche impiegato contro mezzi leggermente corazzati,

## Tecnica
Il fucile è dotato di un selettore di tiro che permette di usare il fuoco automatico, oltre al fuoco semiautomatico, diversamente da altri fucili anti-materiale, come il Barrett M82, che hanno solo l'opzione per il tiro semiautomatico. Ha una capacità penetrativa di armatura uniforme fino a 20 mm a 100 m.